# Joannes De Petter
Joannes Emilius Maria Ghislenus Robertus Rachel De Petter of kortweg John De Petter met als kloosternaam Dominicus M. (Leuven, 15 februari 1905 - aldaar, 8 april 1971) was een Belgische dominicaan of predikheer, rooms-katholiek priester, doctor in de wijsbegeerte en magister in de theologie.
Hij is vooral bekend als de oprichter van het Tijdschrift voor Filosofie.

## Filosofie
De Petter werd geboren in Leuven als zoon van Emile De Petter - die een tijdje schepen was in diezelfde stad - en Anna Maria Nijsen (1868-1951). Hij was de schoonbroer van de vroegere Belgische eerste minister Gaston Eyskens. Hij trad binnen in 1923 bij de dominicanen in Gent en werd in 1928 tot priester gewijd. Hij studeerde filosofie en theologie in Leuven en Rome. Zijn carrière als lector, docent en professor in de filosofie, logica, metafysica, psychologie, criteriologie en kosmologie lag verspreid over verschillende instellingen in Leuven en Gent. Hij doceerde zowel aan de eigen studiehuizen als aan de Katholieke Universiteit Leuven waar hij professor was in de filosofie, wat hij combineerde met meerdere functies binnen zijn orde.
In 1939 stond hij mede aan de wieg van Tijdschrift voor Filosofie, waar hij tot zijn dood hoofdredacteur van was. Daarin verschijnen er thematische bijdragen, historische en kritische studies, literatuuroverzichten, boekbesprekingen en een kroniek, geschreven door filosofen uit verschillende landen.
- Gemeinsame Normdatei: 1155801571
- International Standard Name Identifier: 0000 0003 9189 2042
- Nederlandse Thesaurus van Auteursnamen: 069109400
- Virtual International Authority File: 285819034